# Anoscopia
La anoscopia es un examen que usa un pequeño instrumento tubular, el anoscopio (también llamado espéculo). Este es insertado algunos centímetros en el ano con el fin de evaluar problemas en el canal anal y la parte baja del recto. La anoscopia se usa para diagnosticar hemorroides, fisuras anales (grietas en el revestimiento del ano), y algunos cánceres.

## Procedimiento

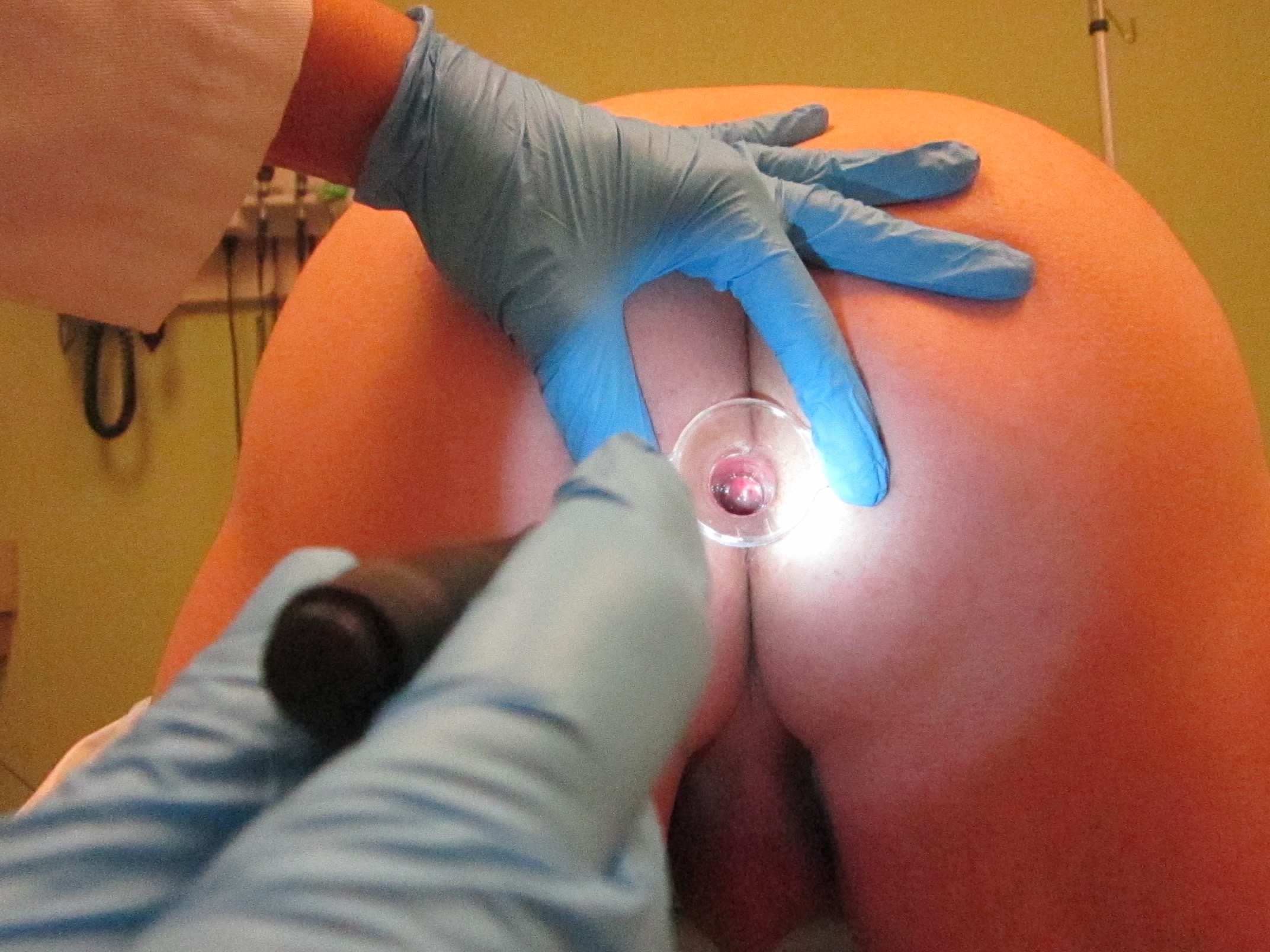
Uso del anoscopio

Puede realizarse preparación previa al examen con un laxante o enema. Asimismo, previo a la anoscopía debe realizarse un tacto rectal.
Generalmente se lleva a cabo en un consultorio médico. El paciente debe estar en decúbito lateral con sus rodillas flexionadas hacia el pecho (posición fetal) o inclinado hacia adelante sobre la camilla. El médico debe recubrir el anoscopio con lubricante y suavemente empujarlo en el ano y recto. Se le puede pedir al paciente que realice algunos movimientos que ayudarán a progresar instrumento e identificar estructuras.

## Riesgos
En general presenta relativamente poco riesgo de complicaciones. Si existen hemorroides, es posible que ocurra el sangrado de las mismas.